# Hitachi
Hitachi este o companie din Japonia cu sediul la Tokyo, ce este listată pe Tokyo Stock Exchange. Compania este una dintre cele mai mari din industria IT și are, de asemenea, divizii de servicii financiare, logistică și utilități, numărul consolidat de angajați depășind 384.000.
Între invențiile Hitachi se numără: primul motor de cinci cai putere, cel mai mic cip și robotul interactiv care poate servi drept ghid turistic.